# Padasjoki
Padasjoki – gmina w Finlandii, położona w południowej części kraju, należąca do regionu Päijät-Häme.